# Canal du Rhône à Sète
Canal du Rhône à Sète (Kanalen från Rhóne till Sète) är en kanal i södra Frankrike som löper mellan Rhône vid Beaucaire, Gard och saltvattenslagunen Étang de Thau vid Sète (Hérault).